# بردية ميرير
يوميات ميرير، ( بردية جرف أ وب ) هو اسم دفاتر البردى المكتوبة منذ أكثر من 4500 عام والتي تسجل الأنشطة اليومية لنقل الأحجار من مقلع الحجر الجيري طرة من وإلى الجيزة خلال الأسرة الرابعة . هم من أقدم البرديات المعروفة مع النص. تم العثور على النص في عام 2013 من قبل بعثة فرنسية تحت إشراف علماء الآثار بيير تاليت من جامعة باريس السوربون وغريغوري ماروار في كهف بوادي الجرف على ساحل البحر الأحمر .
النص مكتوب بالهيروغليفية والهيراطيقية على ورق البردي. يُعتقد أن يوميات مرر ، وهو مسؤول متوسط المستوى مع مفتش اللقب ( sHD ) ، تعود إلى العام السادس والعشرين من عهد الفرعون خوفو  وتصف عدة أشهر من العمل في نقل الحجر الجيري من طرة إلى الجيزة. على الرغم من أن المذكرات لا تحدد مكان استخدام الأحجار أو لأي هدف ، نظرًا لأن المذكرات يمكن أن تعود إلى ما يُعتبر على نطاق واسع نهاية عهد خوفو ، يعتقد تاليت أنها كانت على الأرجح لتكسية خارج الهرم الأكبر . كل عشرة أيام تقريبًا ، تم إجراء رحلتين أو ثلاث رحلات ذهابًا وإيابًا ، وربما يتم شحن 30 قطعة من 2 إلى 3 أطنان لكل منها ، بما يعادل 200 قطعة في الشهر. كان يعمل تحت مسؤوليته حوالي أربعين ملاحًا. تمتد الفترة التي تغطيها البرديات من يوليو إلى نوفمبر.

## محتويات
وصف عالم الآثار المصري زاهي حواس "بردية ميرر" بأنها "أعظم اكتشاف أثري في مصر في القرن الحادي والعشرين". وتُعرض هذه البردية حاليًا في المتحف المصري بالقاهرة، وتُعد مصدرًا فريدًا يلقي الضوء على تفاصيل الحياة اليومية وعملية بناء الأهرامات في عهد الملك خوفو.
تتكون البردية من دفاتر سجلات منظمة بعناية؛ حيث تبدأ كل صفحة بعنوان يحدد الشهر والموسم، يليه خط أفقي يمثل أيام الشهر. أسفل هذا، توجد أعمدة رأسية تسجل ما جرى في كل يوم. على سبيل المثال، في أحد الأيام (القسم ب/2)، يُذكر أن:
- في اليوم الأول: أُرسل المدير "سد إدجيرو" من مصر الجديدة على متن قارب نقل لجلب الطعام، بينما كان النخبة يقيمون في طره.
- في اليوم الثاني: قضى المفتش مرر يومه مع رجاله في سحب الأحجار في طرة الشمالية، ثم بات ليلته هناك.

إلى جانب "ميرر"، تذكر البردية أسماء شخصيات أخرى، من أبرزها عنخاف، الأخ غير الشقيق للملك خوفو، والذي تشير مصادر أخرى إلى أنه كان أميرًا ووزيرًا في عهدي خوفو وخفرع. وتصفه البردية بلقب "إيري بات" (النبيل)، وتذكر أنه كان المشرف على "را شي خوفو"، وهو الاسم الذي يُعتقد أنه يشير إلى المرفأ الواقع في الجيزة، والذي نُقلت منه أحجار الكساء الخارجي للهرم.
وتشير اليوميات إلى عدة مواقع مرتبطة بأعمال البناء، من بينها محاجر طرة الشمالية وطره الجنوبية، والتي كانت المصدر الرئيسي للحجارة المستخدمة في تشييد الهرم الأكبر.